# Lufthavne i Aserbajdsjan
Dette er en liste over de lufthavne i Aserbajdsjan grupperet efter by og derefter sorteret efter navn.

## Lufthavne
| By                                    | ICAO-lufthavnskode                    | IATA-lufthavnskode                    | Lufthavn                                   | Koordinater                                   |                                       |
| Internationale og regionale lufthavne | Internationale og regionale lufthavne | Internationale og regionale lufthavne | Internationale og regionale lufthavne      | Internationale og regionale lufthavne         | Internationale og regionale lufthavne |
| ------------------------------------- | ------------------------------------- | ------------------------------------- | ------------------------------------------ | --------------------------------------------- | ------------------------------------- |
| Ağcabədi                              | UBEY                                  |                                       | Ağcabədi Lufthavn                          | 40°1′20″N 47°26′57″Ø / 40.02222°N 47.44917°Ø  |                                       |
| Ağdam                                 | UBEA                                  |                                       | Ağdam Lufthavn                             | 39°58′33″N 47°0′0″Ø / 39.97583°N 47.00000°Ø   |                                       |
| Balakən                               | UB0G                                  | UB16                                  | Balakən Lufthavn                           | 41°45′12″N 46°21′19″Ø / 41.75333°N 46.35528°Ø |                                       |
| Füzuli                                | UBBF                                  | FZL                                   | Füzuli Internationale Lufthavn             | 39°59′44″N 47°19′06″Ø / 39.99556°N 47.31833°Ø |                                       |
| Gandja                                | UBBG                                  | GNJ                                   | Gandja Internationale Lufthavn             | 40°44′15″N 46°19′03″Ø / 40.73750°N 46.31750°Ø |                                       |
| Hacıqabul                             | UBBM                                  |                                       | Hacıqabul Lufthavn                         | 40°02′07″N 48°54′36″Ø / 40.03528°N 48.91000°Ø |                                       |
| Baku                                  | UBBB                                  | GYD                                   | Baku Heydar Aliyev Internationale Lufthavn | 40°28′03″N 50°02′48″Ø / 40.46750°N 50.04667°Ø |                                       |
| Lənkəran                              | UBBL                                  | LLK                                   | Lənkəran Internationale Lufthavn           | 38°44′47″N 48°49′04″Ø / 38.74639°N 48.81778°Ø |                                       |
| Naftalan                              | UBEN                                  |                                       | Naftalan Lufthavn                          | 40°30′57″N 46°49′46″Ø / 40.51583°N 46.82944°Ø |                                       |
| Nakhitsjevan                          | UBBN                                  | NAJ                                   | Nakhitsjevan Internationale Lufthavn       | 39°11′19″N 45°27′30″Ø / 39.18861°N 45.45833°Ø |                                       |
| Qəbələ                                | UBBQ                                  | GBB                                   | Qəbələ Internationale Lufthavn             | 40°49′36″N 47°42′45″Ø / 40.82667°N 47.71250°Ø |                                       |
| Sanqaçal                              | UBBB                                  | GYD                                   | Sanqaçal Lufthavn                          | 40°07′47″N 49°27′17″Ø / 40.12972°N 49.45472°Ø |                                       |
| Şəki                                  | UBEI                                  |                                       | Şəki Lufthavn                              | 41°08′11″N 47°09′34″Ø / 41.13639°N 47.15944°Ø |                                       |
| Yevlax                                | UBEE                                  | YLV                                   | Yevlax Lufthavn                            | 40°37′57″N 47°08′48″Ø / 40.63250°N 47.14667°Ø |                                       |
| Xaçmaz                                | UBBH                                  |                                       | Xaçmaz Lufthavn                            | 41°45′16″N 48°26′01″Ø / 41.75444°N 48.43361°Ø |                                       |
| Xankəndi [†]                          | UBBS                                  | UB13                                  | Xankəndi Lufthavn                          | 39°54′05″N 46°47′13″Ø / 39.90139°N 46.78694°Ø |                                       |
| Zabrat                                | UBTT                                  | ZXT                                   | Zabrat Lufthavn                            | 42°51′29″N 41°07′41″Ø / 42.85806°N 41.12806°Ø |                                       |
| Zaqatala                              | UBBY                                  | ZTU                                   | Zaqatala Internationale Lufthavn           | 42°51′29″N 41°07′41″Ø / 42.85806°N 41.12806°Ø |                                       |
| Militære flybaser                     |                                       |                                       |                                            |                                               |                                       |
| Baku                                  |                                       | UB18                                  | Baku Kala Flybase                          | 40°24′23″N 50°12′00″Ø / 40.40639°N 50.20000°Ø |                                       |
| Dəllər                                |                                       | UB11                                  | Dəllər Flybase                             | 40°53′15″N 45°57′25″Ø / 40.88750°N 45.95694°Ø |                                       |
| Kürdəmir                              |                                       | UB14                                  | Kürdəmir Flybase                           | 40°16′24″N 48°09′48″Ø / 40.27333°N 48.16333°Ø |                                       |
| Sitalçay                              |                                       |                                       | Sitalçay Flybase                           | 40°47′02″N 49°24′02″Ø / 40.78389°N 49.40056°Ø |                                       |
| Sumqayit                              | UBBI                                  | UB12                                  | Sumqayit Flybase                           | 40°35′29″N 49°33′26″Ø / 40.59139°N 49.55722°Ø |                                       |

^Lufthavnen er lukket og ligger i de separatistiske region Nagorno-Karabakh (se: Nagorno-Karabakh).

## Eksterne links
- Wikimedia Commons har flere filer relateret til Lufthavne i Aserbajdsjan
- (engelsk) "Airports in Azerbaijan". Great Circle Mapper.